# Жумискер (Шетський район)
Жумиске́р (каз. Жұмыскер) — село у складі Шетського району Карагандинської області Казахстану. Адміністративний центр Тагилинського сільського округу.
Населення — 667 осіб (2021; 788 у 2009, 1007 у 1999, 991 у 1989).
Національний склад станом на 1989 рік:
- казахи — 100 %.